# Sædden (parochie)
Sædden is een parochie van de Deense Volkskerk in de Deense gemeente Esbjerg. De parochie maakt deel uit van het bisdom Ribe en telt 9928 kerkleden op een bevolking van 10880 (2004). Voor 1970 was de parochie deel van Skast Herred.

## Trivia
- Deze parochie moet niet verward worden met de parochie van Sædding, die deel uit maakt van het zelfde bisdom.